# Gustafva Björklund
Gustafva Katarina Björklund, född 11 februari 1794 i Kjulo, död 4 oktober 1862 i Stockholm, var en finlandssvensk restaurangägare och kokboksförfattare. Hon publicerade ett flertal böcker, bland vilka märks Gustafva Björklunds kokbok för husmödrar.

## Biografi
Björklund föddes på Kjuloholm, där hennes far Sigfrid Björklund, ursprungligen smålänning, var gårdsfogde. Som barn flyttade hon från Finland till Sverige med sin familj. Efter att ha varit hushållerska i olika privata hem samt arbetat vid sin svåger Johan Petter Kihlstedts och syster Charlotta Björklunds krogrörelse i först Mariefred och senare Södertälje anställdes hon 1833 vid serveringen på herrklubben Lilla Sällskapet vid Munkbron i Stockholm och blev följande år huvudansvarig för denna. Vid sällskapets upplösning år 1840 övertog hon lokalerna för en privat "spisqvartersrörelse", vilken snart blev mycket uppskattad inom stockholmssocieteten.
Under denna tid påbörjade Björklund också sin mycket framgångsrika utgivning av kokböcker. Den första, Kokbok, utkom 1847 och följdes av ett flertal senare upplagor och uppföljare, bland annat Kok-bok för tjenare och tarfliga hushåll (1851) som innehåller ett recept på "Flott-kokt Potatis", en tidig variant av pommes frites. Långt efter Björklunds död fortsatte hennes böcker att komma ut i nya upplagor, och de omtalas med aktning av Charles Emil Hagdahl i dennes berömda Kokkonsten som vetenskap och konst (1879).
Efter tio år avmattades verksamheten vid Munkbron och 1851 upphörde Björklund med rörelsen. Hon öppnade i stället en enklare krog i Klarakvarteren men arrenderade snart ut den och ägnade sig i stället åt att hyra ut rum för resande. Sommaren 1851 öppnade hon även restaurang i Casino på Djurgården. Åren 1855–1862 var hon bosatt i Göteborg och bedrev en enklare spisrörelse där, men återvände 1862 till Stockholm där hon dog under enkla omständigheter samma år.

## Privatliv
Björklund, som i ungdomen beskrivits som en stor skönhet, var aldrig gift men fick tre barn: Gustav Reinhold (1817–?) och senare fick hon två döttrar, Lovisa Elisabeth (1824–1878) och Henrietta Gustava (1825–1886), vilka gavs efternamnet Carlsson. Dottern Henrietta gifte sig med underlöjtnanten Algot Törneman och blev mor till industrialisten Johan Algot Törneman samt farmor till konstnären Axel Törneman.
Hon har utpekats som Karl XIV Johans mätress, och kungen har även angetts vara döttrarnas far.